# Lotte Friis
Lotte Friis (Hørsholm, 1988. február 9. –) világ- és Európa-bajnok dán gyorsúszó.

## Pályafutása
2005 és 2008 között három érmet szerzett a rövid pályás Európa-bajnokságokon. Mindegyiket 800 m gyorson nyerte, 2004-ben Bécsben ezüst-, 2007-ben Debrecenben arany-, míg 2008-ban Fiumében bronzérmes lett.
A 2008-as eindhoveni Európa-bajnokságon megszerezte első nagymedencés érmét, 1500 m-es gyorsúszásban bronzérmes lett. A 2008. évi pekingi olimpián 800 m gyorson bronzérmet szerzett. A 2009-es világbajnokságon 1500 m-es gyorsúszásban a második helyen végzett, míg a 800 m-es gyorsúszásban aranyérmet szerzett világbajnoki csúccsal.
A 2010-es úszó-Európa-bajnokságon 800 és 1500 méteres gyorsúszásban is nyert aranyérmet.

## Eredményei
- Olimpiai játékok
  - Bronzérmes (800 m gyors): 2008 (8:23.03)
- Világbajnokság:
  - Aranyérmes (800 m gyors): 2009 (8:15.92 – világbajnoki rekord)
  - Ezüstérmes (1500 m gyors): 2009 (15:46.30)
- Európa-bajnokság:
  - Aranyérmes (800 m gyors): 2010 (8:23.27)
  - Aranyérmes (1500 m gyors): 2010 (15:59.13)
  - Bronzérmes (1500 m gyors): 2008 (16:11.26)
- Rövid pályás Európa-bajnokság:
  - Aranyérmes (800 m gyors): 2007 (8:12.27)
  - Ezüstérmes (800 m gyors): 2004 (8:22.38)
  - Bronzérmes (800 m gyors): 2008 (8:09.91)